# Slavětínská rozhledna
Rozhledna na Markoušovickém hřebeni, též známá jako Slavětínská rozhledna, či Markoušovická rozhledna, se nachází na bezejmenném vrcholu s kótou 708 m n. m. v Jestřebích horách. Rozhledna stojí v lesích v katastrálním území Slavětín u Radvanic na rozmezí obcí Velké Svatoňovice, Radvanice a Trutnov v okresu Trutnov, asi 1 km severně od vsi Markoušovice. 

## Základní informace
Rozhledna je tvořena středovým ocelovým sloupem s točitým ocelovým schodištěm, čtyři dřevěné rohové sloupy spojují ocelové kotevní prvky se čtyřmi železobetonovými pilíři základového bloku. Dřevěné nosné sloupy kruhového průřezu jsou z loupané kulatiny douglasky tisolisté, z té jsou i ostatní nosné prvky příhradové konstrukce, nosníky podlah a bednění střechy. Celkově má rozhledna čtyři nadzemní podlaží, příčle jsou z hraněného řeziva a šikmá táhla z oceli. Krov rozhledny je z dřevěných hranolů. Povrch střechy je z měkkého falcovaného plechu – žárově pozinkovaného – s povrchovou plastovou úpravou cihlově červené barvy. Na vyhlídkovou plošinu je přístup přes točité schodiště s třemi odpočinkovými plošinami. Schodiště je opatřeno po obou stranách ocelovým zábradlím. Zábradlí vyhlídky, vyhlídkových podlaží a podlahy jsou dubové. Vrcholová hlavice ocelového středového sloupu je osazena dřevěnou skulpturou sedícího jestřába. Objekt je vybaven bleskosvodem a uzemněním ocelového schodiště, zábradlí a ocelových nosných konstrukcí.
Prostor rozhledny a altánu byl doplněn informační tabulí a pískovcovým pamětním kamenem se žulovou pamětní deskou.
Z plošiny je panoramatický výhled na Krkonoše (Žalý, Černá hora, Luční hora, Studniční hora a Sněžka), Rýchory, větrné elektrárny ve Zlaté Olešnici, Žacléř, Janský vrch, Janovické rudohoří (Skalnik), Vraní hory (Královecký Špičák), Krzeszów, Trójgarb, Chełmiec, Góry Kamienne (Lesista Wielka, Stożek Wielki, Waligóra), Javoří hory (Ruprechtický Špičák), Soví hory (Velká Sova), Adršpašsko-teplické skály (Čáp), Ostaš, Broumovské stěny, Stolové hory (Velká Hejšovina), Králický Sněžník, Náchodský zámek, Rtyňsko, Úpicko, Kunětickou horu, Liščí horu, Čížkovy kameny, Zvičinu, větrnou elektrárnu Vítězná, Kumburk, Tábor, Kozákov, Poříčí a blízké okolí. 

## Historie
Projektovou dokumentaci vypracovali ing. Antonín Olšina a ing. Martin Novák. Generálním zhotovitelem byla firma TESMEN. Rozhledna byla dostavěna v roce 2014. Celkové náklady dosáhly výše 2 057 937 Kč včetně DPH. Investorem je státní podnik Lesy České republiky.

## Přístup
K rozhledně je přístup pěšky, případně na horském kole – z cyklotrasy 4090 a 4091. Kolem rozhledny prochází terénní MTB stezka Bunkr Trail. K rozhledně vede pouze lesní cesta. Turistická trasa: 
- zelená značka – ze železniční stanice v Petříkovicích 3,6 km k jihu
- zelená značka – z osady Paseky 2,5 km k severozápadu

Ze vsí Bezděkov, Slavětín a Markoušovice po neznačených cestách. Automobilem je možné dojet přes Lhotu (Bezděkov) do sedla pod pěchotní srub T-S 44 po asfaltové a panelové cestě, odtud je rozhledna přístupná 0,5 km po zelené značce. V okolí přístupových cest jsou lehká opevnění. 

## Zajímavosti
V bezprostřední blízkosti rozhledny jsou lehká opevnění a trigonometrický bod 10 Slavětín západ. V blízkosti rozhledny byla plánována stavba dělostřelecké tvrzi Poustka. 